# 日本甘酒

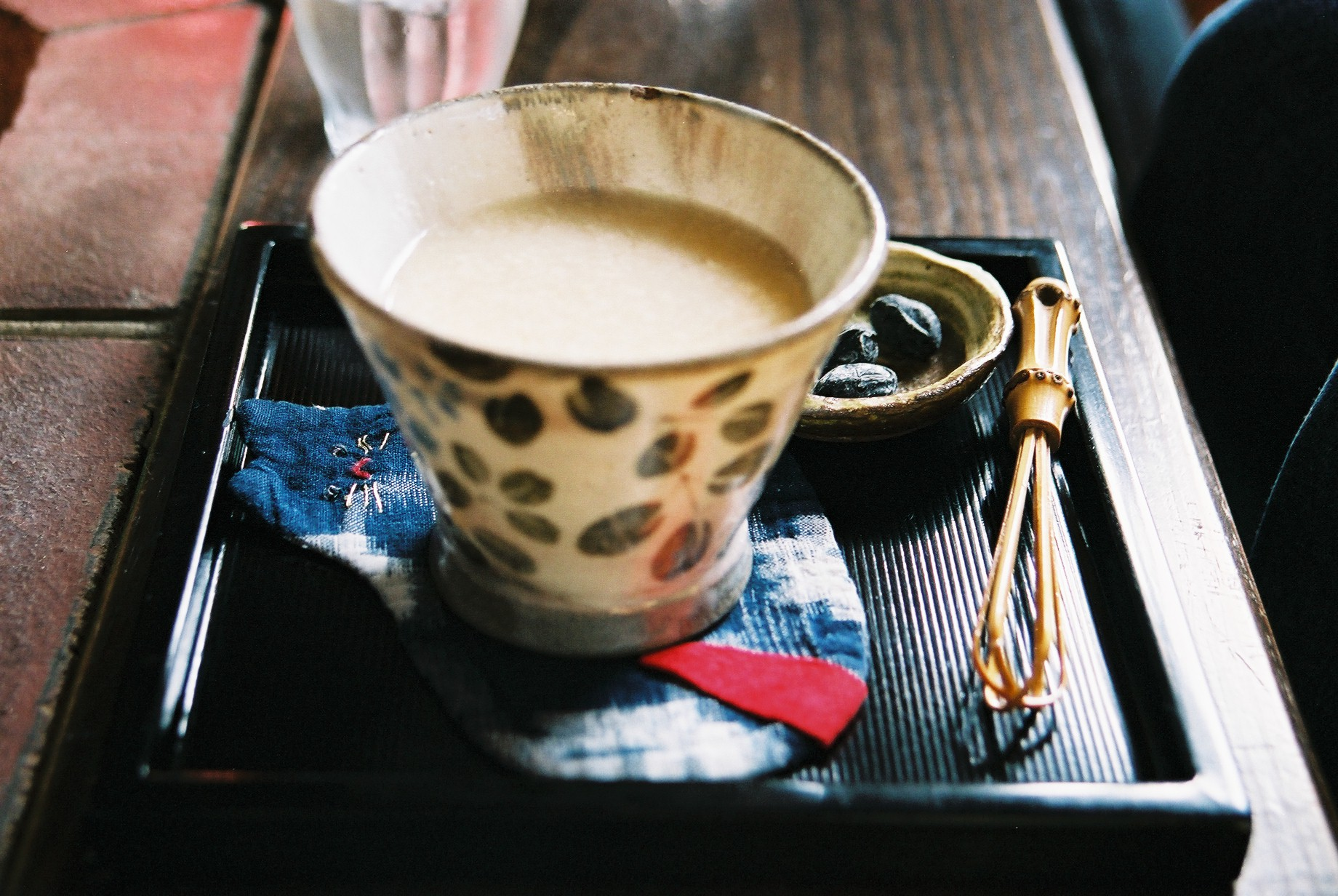
日本甘酒

日本甘酒又稱醴，是一種甘甜的日本傳統濁酒（醪醴），酒精含量極低（通常小於1%）。此飲料的歷史可追溯至古墳時代，在日本書紀亦有記載。
甘酒的成份包括米麴菌或酒糟。米麴菌令白米發酵，過程中令碳水化合物分解成糖分，從而帶出甜味。亦有以酒糟加水加糖的配方。
森永製菓和大關是其中較著名的甘酒品牌。